# Sainte-Marie (Martinique)
Sainte-Marie is een gemeente in Martinique en telde 15.487 inwoners in 2019. De oppervlakte bedraagt 44,55 km². Het ligt ongeveer 21 km ten noorden van de hoofdstad Fort-de-France. Tegenover de naamgevende plaats ligt het eilandje Îlet Sainte-Marie. Tussen december en april is het bij laagwater verbonden met de vaste wal via een tombolo en kan het eiland per voet worden bereikt.

## Geschiedenis
Het gebied was oorspronkelijk bewoond door de Cariben. De archeologische restanten tonen aan dat het een grote nederzetting was. Door de kolonisten werden de Cariben geleidelijk verdreven. Het fort Sainte Marie werd gebouwd aan de oostkust en een nederzetting ontwikkelde zich rond het fort. In 1658 werd de parochie gesticht, en werd het klooster Fonds Saint Jacques opgericht door de Dominicanen. Het klooster werd later gebruikt als suikerrietplantage. In 1833 vond een grote slavenopstand plaats in Saint-Marie. In 1836 telde Saint-Marie 4,854 inwoners waarvan 80% slaaf was. In 1848 werd de slavernij afgeschaft.

## Rummuseum Saint-James
In 1765 werd de plantage Saint-James gesticht en werd een rumdestilleerderij gebouwd. In 1981 werd het museum gesticht en is gehuisvest in het plantagehuis uit 1874. Het museum geeft een overzicht van de geschiedenis van de rumproductie op Martinique. Er is een drie kilometer lange museumspoorlijn die door de suikerriet- en bananenvelden voert.

## Geboren
- Édouard Glissant (1928-2011), schrijver, dichter en literair criticus

## Galerij

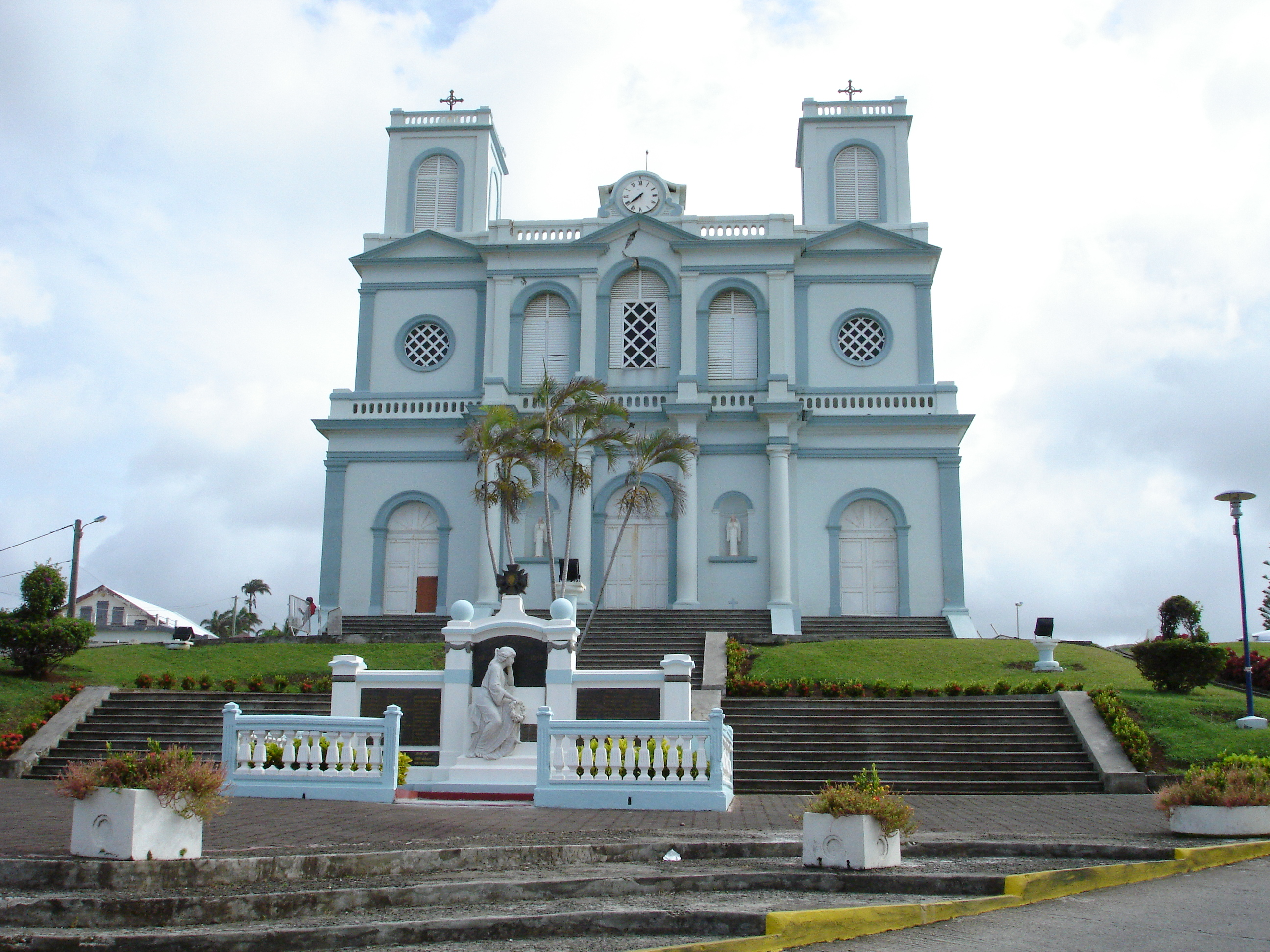
Kerk van Sainte-Marie
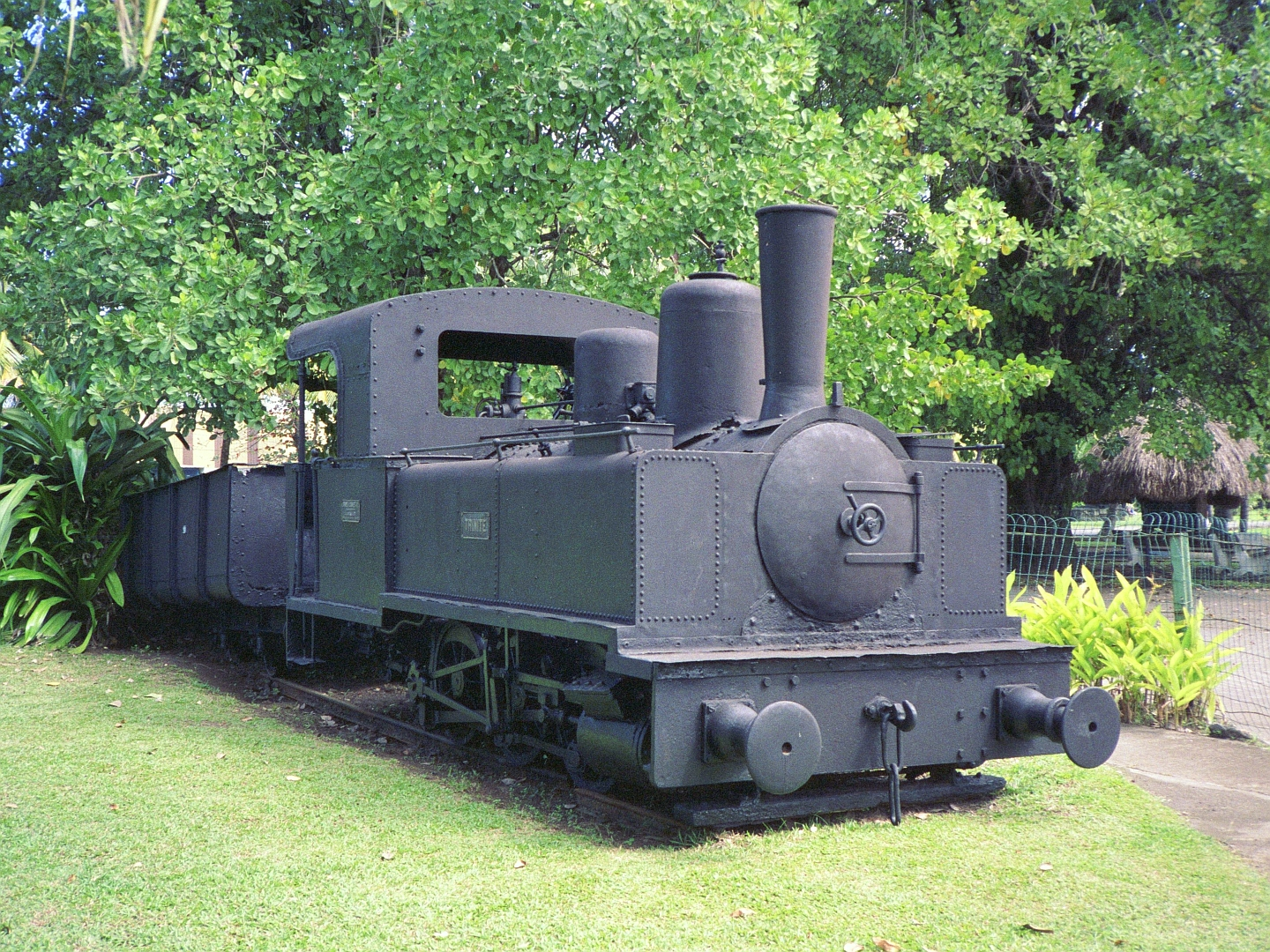
Trein in de rummuseum
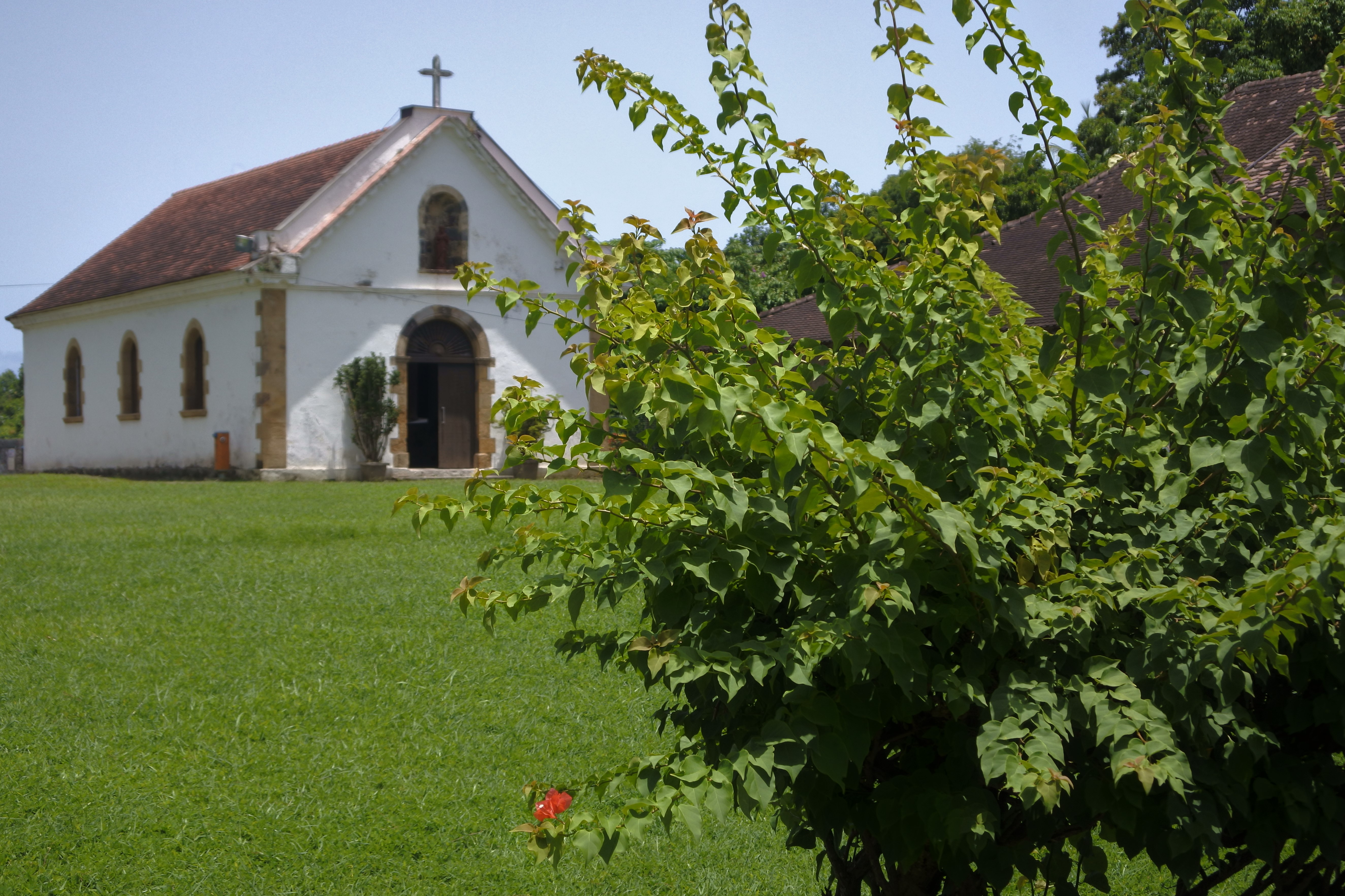
Kapel in de plantage Domaine Fonds Saint Jacques
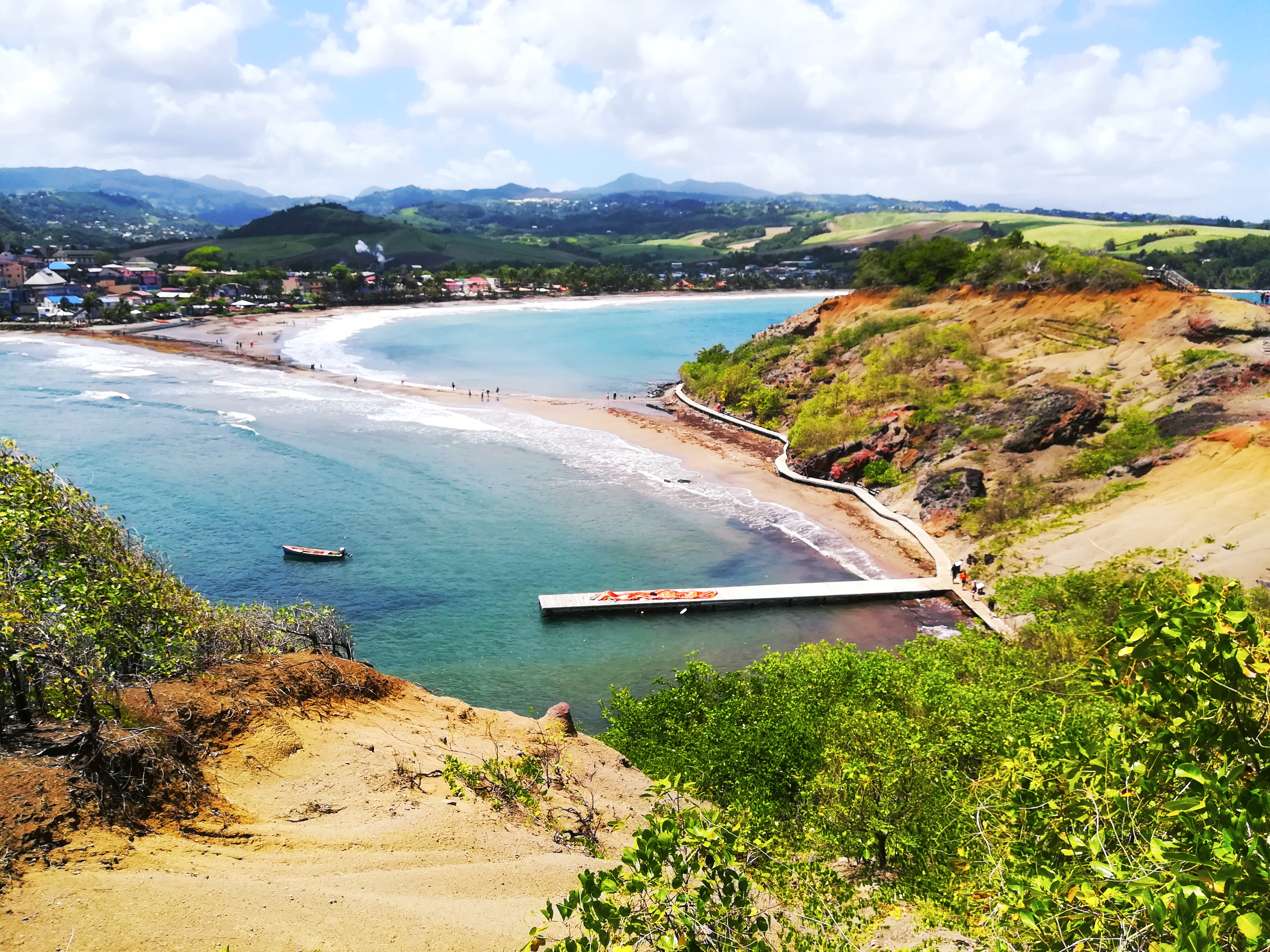
Tombolo

- MusicBrainz: eda704d9-b96b-4691-909e-3268c8322a86

L'Ajoupa-Bouillon · Les Anses-d'Arlet · 
Basse-Pointe · Bellefontaine · 
Le Carbet · Case-Pilote · 
Le Diamant · Ducos · 
Fonds-Saint-Denis · Fort-de-France · Le François · 
Grand'Rivière · Le Gros-Morne · 
Le Lamentin · Le Lorrain · 
Macouba · Le Marigot · Le Marin · Le Morne-Rouge · Le Morne-Vert · 
Le Prêcheur · 
Rivière-Pilote · Rivière-Salée · Le Robert · 
Saint-Esprit · Saint-Joseph · Saint-Pierre · Sainte-Anne · Sainte-Luce · Sainte-Marie · Schœlcher · 
La Trinité · Les Trois-Îlets · 
Le Vauclin